# Miss Universo Honduras 2023
Miss Universo Honduras 2023 fue la 16.ª edición de Miss Universo Honduras que se realizó en el Club Hondureño Árabe en la ciudad de San Pedro Sula, Honduras el 4 de agosto de 2023. 20 candidatas compitieron por el título. Al final del evento Rebeca Rodríguez Mora, Miss Universo Honduras 2022 de San Pedro Sula, coronó a Zuheilyn Clemente, de Tegucigalpa, como su sucesora.
El evento fue producido y transmitido en vivo para toda Honduras por Canal 11.

## Resultados
La ganadora de esta edición representará a Honduras en la 72.ª edición de Miss Universo.
| Resultado final             | Candidata |
| --------------------------- | --- |
| Miss Universo Honduras 2023 | - Tegucigalpa - Zuheilyn Clemente |
| Primera finalista           | - San Pedro Sula - Lilian Pineda |
| Segunda finalista           | - Choloma - Stephie Morel |
| Top 11                      | - Colón - Daniela Hernández - Comayagua - Ariana Gómez - Guanaja - Michelle Hyde - Iriona - Keril Cacho - La Paz - Karla Guiza - Olancho - Isabel Durón - Puerto Cortés - Lisa Clotter - Siguatepeque - Dayana Mata |

## Premios especiales
| Premio                  | Candidata                         |
| ----------------------- | --------------------------------- |
| Mejor Traje Típico      | - Iriona - Keril Cacho            |
| Miss Cielo 2023         | - Tegucigalpa - Zuheilyn Clemente |
| Miss Más Viajera        | - Choloma - Stephie Morel         |
| Candidata Más Académica | - Colón - Daniela Hernández       |

## Jurados
- Vania García: Diplomática.
- Nahúm García: Empresario.
- Aldo Esquivel: Empresario.
- Isis Córdoba: Empresaria.
- Francisco Cortez: Presidente de Miss Mesoamérica Internacional.
- Junior Exidio Zelaya: Periodista.
- Ivan Álvarez: Mister Supranacional de España.
- Sabino Gámez: Director Creativo y Editoral de Iconos Magazine.
- Melissa Riera: Diplomática.

## Candidatas
20 candidatas participaron en el certamen:
(En la tabla se utiliza su nombre completo, los sobrenombres van entrecomillados y los apellidos utilizados como nombre artístico, entre paréntesis; fuera de ella se utilizan sus nombres «artísticos» o simplificados)
| Departamento/ Municipio | Candidata                               | Edad |
| ----------------------- | --------------------------------------- | ---- |
| Choloma                 | Stephie Alexandra Morel                 | 19   |
| Choluteca               | Yorleny Anadi Amador Barrientos         | 19   |
| Colón                   | Daniela Hernández                       | 27   |
| Comayagua               | Ariana Elizabeth Gómez                  | 18   |
| Francisco Morazán       | Evelyn Sánchez                          | 18   |
| Gracias a Dios          | Nayra Barrios                           | 22   |
| Guanaja                 | Marjorie Michelle Hyde Hernández        |      |
| Iriona                  | Keril Cacho                             | 28   |
| La Ceiba                | Ashily Adriana Moncada Pandy            | 22   |
| La Paz                  | Karla Rosario Guiza Ulloa               | 23   |
| Lempira                 | Jennifer Barrientos                     | 22   |
| Olancho                 | María Isabel Durón Rivera               | 22   |
| Ocotepeque              | Alondra Palencia                        | 18   |
| Puerto Cortés           | Lisa Clotter                            | 21   |
| San Pedro Sula          | Lilian Carolina Pineda de Bendeck       | 26   |
| Santa Bárbara           | Cecilia Archaga                         |      |
| Siguatepeque            | Dayana Mata                             | 18   |
| Tegucigalpa             | Zuheilyn Michelle «Zu» Clemente Moncada | 22   |
| Utila                   | Diana García Flores                     |      |
| Yoro                    | Sadia Paniagua                          | 22   |

### Retiros
Algunas candidatas renunciaron a su título antes de la competencia: 
- Nicole Bendaña representaría a Copán sin embargo renunció al título por razones desconocidas.

## Datos acerca de las candidatas
- Algunas delegadas nacieron o viven en otro país distinto al que representan, o tienen un origen étnico distinto:
  - Keril Cacho (Iriona) y Ashily Moncada (La Ceiba)  son de ascendencia garífuna.

- Otros datos significativos de algunas candidatas:
  - Keril Cacho (Iriona) y Lilian Pineda de Bendeck (San Pedro Sula) son las primeras madres que participan en la historia del concurso.[4]
  - Karla Guiza  (La Paz) es la primera policía en participar en el Miss Universo Honduras.